# Ében
Az Ében héber eredetű férfinév, jelentése: kő. Magyarországon különösen ritkának számít.

## Alakváltozatok
- Ébenézer: jelentés: segítség kősziklája

## Névnapok
Hivatalos névnapja nincs . Ajánlott névnapok:
- január 5.
- március 10.
- március 18.
- október 13.
- november 17.
- december 1.

## Híres Ébenek, Ébenézerek
- Ebenezer Scrooge, kitalált személy Dickens Karácsonyi ének című művében